# Női 3000 méteres szuperdöntő a 2019-es rövidpályás gyorskorcsolya-Európa-bajnokságon
A 2019-es rövidpályás gyorskorcsolya-Európa-bajnokságon a női 3000 méteres szuperdöntő fináléját január 13-án, délután rendezték a hollandiai Dordrechtben.
A nők 3000 méteres szuperdöntőjét – a holland házigazdák nagy örömére – az olimpiai bajnok Suzanne Schulting nyerte, biztosítva ezzel összetett bajnoki címét. A második helyre a belga Hanne Desmet ért be (országos csúccsal), míg a harmadik helyen a brit Elise Christie végzett.

## Versenynaptár
Az időpont helyi idő szerint olvashatóak (UTC +01:00).
| Dátum                      | Időpont | Forduló |
| -------------------------- | ------- | ------- |
| 2019. január 13., vasárnap | 16:45   | Döntő   |

## Eredmény
| # | ország                   | név                  | pont | bónusz | össz. pont | pont szerinti helyezés | legjobb idő |
| - | ------------------------ | -------------------- | ---- | ------ | ---------- | ---------------------- | ----------- |
|   | Hollandia (NED)          | Suzanne Schulting    | 34   |        | 34         | 1                      | 5:06,350    |
|   | Belgium (BEL)            | Hanne Desmet         | 21   |        | 21         | 2                      | 5:07,438    |
|   | Egyesült Királyság (GBR) | Elise Christie       | 13   |        | 13         | 3                      | 5:07,904    |
| 4 | Oroszország (RUS)        | Szofija Proszvirnova | 8    |        | 8          | 5                      | 5:08,150    |
| 5 | Hollandia (NED)          | Lara van Ruijven     | 5    |        | 5          | 6                      | 5:17,601    |
| 6 | Olaszország (ITA)        | Martina Valcepina    | 3    |        | 3          | 7                      | 5:23,913    |
| 7 | Franciaország (FRA)      | Tifany Huot-Marchand | 2    |        | 2          | 8                      | 5:33,196    |
| 8 | Lengyelország (POL)      | Natalia Maliszewska  | 1    | 10     | 11         | 4                      | 5:47,444    |